# Carlo A. Rossi
Carlo A. Rossi (geboren 1968) ist ein italienischer Spieleautor, der sich vor allem auf die Entwicklung von Kinder- und Familienspielen konzentriert. Zu seinen bekanntesten Spielen gehören die jeweils mehrfach ausgezeichneten oder für Spielpreise nominierten Spiele Der Mysteriöse Wald und  Alchemist.

## Biografie
Carlo A. Rossi wurde 1968 geboren und lebt in Carpi in Norditalien. Dort arbeitet er als Produktmanager für eine Telekommunikationsfirma und entwickelt nebenher Spiele, wobei er sich vor allem auf Kinder- und Familienspiele konzentriert.
Rossi veröffentlichte seit 2003 erste, meist kleinere, Spiele wie das einfache Kartenspiel Click! (2003) und The Raven (2005), die beide bei dem italienischen Verlag dV Giochi erschienen sind. Letzteres erschien in einer Minispielserie und besteht aus nur einer Karte, bei der die Vorderseite den Spielplan und die Rückseite die Spielregel enthält. 2007 wurde das von ihm entwickelte Spiel Alchemist international aufgelegt, es wurde in die Empfehlungsliste der Jury des Spiel des Jahres aufgenommen und beim Japan Boardgame Prize auf Rang 8 der „Spiele für Fortgeschrittene“ gewählt. 2009 wurde das Spiel Zoowaboo als Kinderspiel des Jahres nominiert. Das Kinderspiel Der Mysteriöse Wald wurde 2017 ebenfalls zum Kinderspiel des Jahres nominiert und erhielt den Österreichischen Spielepreis als „Spiele Hit für Kinder“, zudem wurde es für den Spielegrafikerpreis Graf Ludo nominiert.

## Ludographie (Auswahl)
- Click! (2003)
- The Raven (2005)
- Graverobbers (2006)
- Alchemist (2007)
- Hab & Gut (2008)
- Gisborne: Die ersten Kartographen (2008)
- Zoowaboo (2009)
- Cornucopia (2010)
- Schnapp's (2011)
- Non c'è 2... senza 3! (mit Leo Colovini, 2012)
- Der Schatz von Castellina (2013)
- Road Rally USA (2013)
- Im großen Zauberwald (2013)
- Ab in die Tonne (2013)
- Family Farm (2013)
- Zauberer Malefix (2014)
- Leg los! (2014)
- Gallina City (2015)
- Funny Farmer (2015)
- RaBATz! (2016)
- Der Mysteriöse Wald (2016)
- Mino & Tauri (2016)
- Drachenturm (2016)
- Alles an Bord?! (2017)
- Dungeon Time (2017)
- Dackel drauf (2018)
- Mountains (2018)
- Red Peak (2018)

## Auszeichnungen
- Spiel des Jahres
  - 2007: Alchemist, Empfehlungsliste[3]
- Kinderspiel des Jahres
  - 2009: Zoowaboo, nominiert[4]
  - 2017: Der Mysteriöse Wald, nominiert[5]
- Österreichischer Spielepreis
  - 2017: Der Mysteriöse Wald, „Spiele Hit für Kinder“[6]
- Graf Ludo
  - 2017: Der Mysteriöse Wald, nominiert[7]

## Belege
1. 1 2  Darstellung von Carlo A. Rossi in der Spielanleitung zu Zoowaboo, Pegasus Spiele 2015.
2. ↑  Raven in der Spieledatenbank BoardGameGeek (englisch); abgerufen am 15. Juli 2019.
3. 1 2  Alchemist auf der Website des Spiel des Jahres e.V.; abgerufen am 15. Juli 2019.
4. 1 2  Zoowaboo auf der Website des Spiel des Jahres e.V.; abgerufen am 15. Juli 2019.
5. 1 2  Der Mysteriöse Wald auf der Website des Spiel des Jahres e.V.; abgerufen am 15. Juli 2019.
6. 1 2  Dagmar de Cassan: Österreichischer Spielepreis: Die ausgezeichneten Spiele 2017; abgerufen am 15. Juli 2019.
7. 1 2  Graf Ludo 2017: Die Auswahlliste. brettspielbox.de, 31. Mai 2015; abgerufen am 15. Juli 2019.